# G.rev
G.rev (auch G.revolution; jap. 有限会社グレフ, yūgen-gaisha gurefu) ist ein japanisches Videospiel-Unternehmen, das im Jahr 2000 von ehemaligen Taito-Angestellten gegründet wurde und sich auf die Entwicklung von Arcade-Spielen spezialisiert hat. Das erste eigene Spiel war Doki Doki Idol Star Seeker, das für die Arcade-Plattform NAOMI und wenig später auch Dreamcast erschien. 2003 folgte mit Border Down für NAOMI das zweite eigene Spiel, das nach einer Unterschriftensammlung von Dreamcast-Scene dann auch auf Dreamcast portiert wurde. 2006 erschien mit Under Defeat ein weiteres Shoot'em-Up-Spiel von G.rev, das für SEGA NAOMI und Dreamcast erschien. Mit Senko no Ronde (2005) und zwei dazugehörigen Nachfolgern (2006, 2009) gibt es eine weitere, in Japan erfolgreiche Spielereihe im Produktportfolio von G.rev.
G.rev unterstützte auch Treasure bei der Entwicklung von Ikaruga und Gradius V.

## Veröffentlichte Spiele
- The Kaiten: Mawasunda!! (2001, PlayStation)
- Doki Doki Idol Star Seeker (2001, NAOMI)
- Doki Doki Idol Star Seeker Remix (2002, Dreamcast)
- Star Seeker (2002, VAppli für Mobiltelefone)
- Border Down (2003, NAOMI / Dreamcast)
- Fairyland Story (2003, i-αppli für Mobiltelefone)
- Under Defeat — (2005/2006, NAOMI / Dreamcast)
- Senkō no Ronde, Senkō no Ronde New Ver, Senkō no Ronde SP (旋光の輪舞; 2005–2006, NAOMI)
- Densha de Go! 3D-Reihe (2005–2007, i-αppli und VAppli)
- WarTech: Senko No Ronde (2005, Arcade, Xbox 360), jap. 旋光の輪舞 Rev. X, Senkō no Ronde Rev. X
- Mamoru-kun wa Norowarete Shimatta! (まもるクンは呪われてしまった!; 2008 - NAOMI / 2009 - Xbox 360)
- Senkō no Ronde DUO – Dis-United Order 2009 (Taito Type X2)
- Seisō Kōki Strania (2009 - In Entwicklung)